# Belmonte e Colmeal da Torre
Belmonte e Colmeal da Torre (llamada oficialmente União das Freguesias de Belmonte e Colmeal da Torre) es una freguesia portuguesa del municipio de Belmonte, distrito de Castelo Branco.

## Historia
Fue creada el 28 de enero de 2013 en aplicación de una resolución de la Asamblea de la República de Portugal promulgada el 16 de enero de 2013 con la unión de las freguesias de Belmonte y Colmeal da Torre, pasando su sede a estar situada en la antigua freguesia de Belmonte.

## Demografía
| Gráfica de evolución demográfica de Belmonte e Colmeal da Torre entre 2011 y 2021 |
|                                                                                   |
| Datos según el nomenclátor publicado por el INE portugués.                        |